# Laborem Exercens
Laborem Exercens (hrv. Radom čovjek) je treća enciklika pape Ivana Pavla II. objavljena 14. rujna 1981. godine. Ona se bavi ljudski radom i socijalnim naukom Crkve.
Enciklika počinje riječima: "Radom čovjek mora zaraditi svoj kruh i doprinijeti stalnom napretku znanosti i tehnologije, kulturno i moralno, u društvu u kojem živi u zajednici sa svojom braćom."
Enciklika je objavljena u povodu 90. obljetnice enciklike Rerum Novarum pape Lava XIII. Izvorno je bilo planirano da se enciklika objavi u svibnju, ali zbog pokušaja atentata na papu Ivana Pavla II., nije bio objavljena sve do rujna 1981. godine.

## Teme
Neke od tema koje spominje Ivan Pavao u enciklici su:
- Povećana upotreba tehnologije, posebno informatičke tehnologije, za koju je Ivan Pavao II. predvidio da će donijeti promjene usporedive s industrijskom revolucijom u 19. stoljeću.
- Pitanja zaštite okoliša; Papa je istaknuo da su neki resursi, osobito nafta, postali rijetki. Također, postaje jasna potreba za zaštitom okoliša.
- Ljudi u zemljama u razvoju htjeli bi biti više uključeni u globalnom gospodarstvu. Ivan Pavao II. pozdravio je taj trend, ali se bojao da će donijeti nezaposlenost mnogih kvalificiranih radnika zbog raspodjele posla (npr. zbog preseljenja pogona u Kinu).

Ne spominje se u enciklici, ali sigurno je papa Ivan Pavao II. pisajući ovu encikliku imao na umu Solidarnost, nezavisni sindikat s jakim katoličkim korijenima, u njegovoj rodnoj Poljskoj 1980. godine. Ivan Pavao II. je poznavao Lecha Walesu, utemeljitelja pokreta Solidarnost i susreo se s njim više puta tijekom posjete Poljskoj 1979.